# Filmfonds Wien

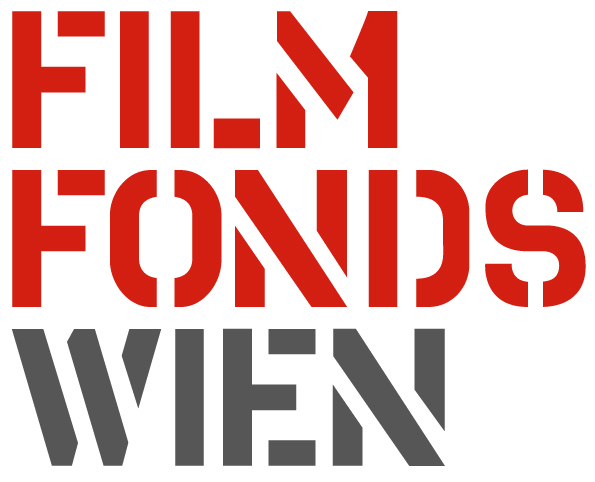

Der Filmfonds Wien ist die Filmförderungsstelle der Stadt Wien. Er ging aus dem 1976 gegründeten Wiener Filmförderungsfonds hervor, fünf Jahre vor Gründung des ersten österreichischen Filmförderungsfonds. Nach dem Österreichischen Filminstitut des Staates Österreich ist der Filmfonds Wien die größte Filmförderungsstelle in Österreich. Er vergibt jährlich rund 12 Millionen Euro an Fördermittel.
Der Filmfonds Wien ist Mitglied der Cine Regio, einem 2005 gegründeten Zusammenschluss regionaler europäischer Filmförderungseinrichtungen mit dem Ziel, Förderrichtlinien einander anzunähern und internationale Koproduktionen zu erleichtern.

## Geschichte
Im November 1976 wurde der Wiener Filmförderungsfonds als Einrichtung des Landes Wien gegründet. 1992 wurde die Filmförderung aus der Landesverwaltung ausgegliedert und mit einem Geschäftsführer, der zugleich „Filmbeauftragter“ der Stadt Wien war, ausgestattet zum Wiener Filmfinanzierungsfonds transformiert. Der Filmbeauftragte war die höchste Instanz bei der Entscheidung über die Förderung einzelner Filmprojekte.
1999 wurde eine Reformierung und Umbenennung in Filmfonds Wien beschlossen, die am 5. Januar 2000 in Kraft trat. „Gewaltenteilung“ zwischen der Geschäftsführung, einem Kuratorium mit Aufsichtsratsfunktion und einer unabhängigen Jury wurde eingeführt. In der Jury sollten keine österreichischen Produzenten mehr über Anträge ihrer Kollegen entscheiden. Die Jury wurde erstmals auch mit internationalen Experten besetzt, das Kuratorium wurde aus österreichischen Branchenvertretern gebildet und der Posten der Geschäftsführung wurde von nun an ausgeschrieben. Auch die Förderungsrichtlinien wurden zeitgemäß überarbeitet und die Referenzfilmförderung eingeführt.

### Leitung
- 1992–1999 Wolfgang Ainberger[2]
- 1999–2011 Peter Zawrel
- 2011–2021 Gerlinde Seitner
- Seit 2021 Christine Dollhofer[3]

## Richtlinien
Ziel und Zweck: „Vorrangiges Ziel des Filmfonds Wien ist, Wien als Film- und Medienstandort sowie als Drehscheibe des internationalen Filmschaffens zu stärken.“
Der Filmfonds Wien fördert sowohl die Projektentwicklung (inklusive Drehbuchentwicklung) und Herstellung von Filmen als auch deren Kinostart und die Teilnahme an Filmfestivals. Gefördert werden Spiel- und Dokumentarfilme mit einer Mindestdauer von 70 Minuten für den Kinoeinsatz, Kinderfilme mit einer Dauer von mindestens 59 Minuten sowie Fernsehfilme und Fernsehserien. Die Förderungen werden in Form von „nicht rückzahlbaren Zuschüssen“ und „erfolgsbedingt rückzahlbaren Zuschüssen“ vergeben. In den Jahren 2012 bis 2016 hat der Filmfonds Wien auch die Förderungen für Kinobetriebe von der Stadt Wien übernommen.
Um eine Förderung zu erhalten bzw. erhaltene Förderungen nicht wieder zurückzahlen zu müssen, müssen verschiedene Bedingungen eingehalten werden. Zu den Fördervoraussetzungen zählt auch der Wiener Filmbrancheneffekt. Dieser sieht vor, dass „bei der Durchführung des Vorhabens mindestens 100 Prozent der gewährten Fördermittel der Filmwirtschaft in Wien zugutekommen.“

## Fördermittel
Die Stadt Wien finanzierte den Filmfonds Wien im Jahr 2023 mit 11,5 Millionen Euro und hat das Budget für 2024 auf 13,5 Millionen Euro erhöht. 11,6 Millionen Euro wurden 2023 vom Filmfonds Wien als Fördermittel vergeben. Der Großteil, rund 9,2 Millionen, wurde für die Herstellung von Kino- und Fernsehfilmen verwendet. Etwa 846.000 Euro wurden für die Projektentwicklung im Vorfeld der Filmproduktion eingesetzt. Für die Verwertung der Filme standen 813.000 Euro und für Strukturmaßnahmen 661.000 Euro zur Verfügung.

## Mitarbeiter
Das Kernteam des Filmfonds Wien besteht aus sechs Mitarbeitern. Die Jury besteht aus vier Haupt- und vier Ersatzmitgliedern, die für eine Dauer von längstens drei Jahre bestellt werden. Sie setzt sich aus in- und ausländischen Experten mit einschlägiger Praxis in Filmkunst oder -wirtschaft zusammen. Das Kuratorium mit Aufsichtsratsfunktion wird aus acht Personen der österreichischen Filmwirtschaft – Produzenten, Vertreter der Stadt Wien und öffentlicher Kunst- und Kultureinrichtungen – gebildet.